# Héctor Cuéllar
Héctor Manuel Cuéllar Rosales (Santa Cruz de la Sierra, 16 agosto 2000) è un calciatore boliviano, difensore dell'Always Ready e della nazionale boliviana.

## Carriera

### Club
Cuéllar è cresciuto ha iniziato la sua carriera calcistica con Cooper Santa Cruz, Enrique Happ e San Antonio Bulo Bulo. Nel 2022 ha firmato con l'Universitario Vinto ed il 2 aprile ha giocato il suo primo incontro professionistico in carriera, contro l'Ind. Petrolero in Primera División. L'11 febbraio 2023 ha segnato il suo primo gol nel pareggio per 1-1 contro l'Oriente Petrolero.
Nel giugno del 2023 è passato a titolo definitivo all'Always Ready.

### Nazionale
Ha debuttato con la nazionale boliviana il 27 agosto 2023 nell'incontro amichevole perso 2-1 contro Panama.
Il 17 giugno 2024 è stato incluso nella lista finale di convocati per la Copa América 2024.

## Statistiche

### Presenze e reti nei club
Statistiche aggiornate al 19 giugno 2024.
| Stagione        | Squadra             | Campionato      | Campionato | Campionato | Coppe nazionali | Coppe nazionali | Coppe nazionali | Coppe continentali | Coppe continentali | Coppe continentali | Altre coppe | Altre coppe | Altre coppe | Totale | Totale | Totale |
| Stagione        | Squadra             | Comp            | Pres       | Reti       | Comp            | Pres            | Reti            | Comp               | Pres               | Reti               | Comp        | Pres        | Reti        | Pres   | Reti   |        |
| --------------- | ------------------- | --------------- | ---------- | ---------- | --------------- | --------------- | --------------- | ------------------ | ------------------ | ------------------ | ----------- | ----------- | ----------- | ------ | ------ | ------ |
| 2022            | Universitario Vinto | PD              | 25         | 0          |                 | -               | -               |                    | -                  | -                  |             | -           | -           | 25     | 0      |        |
| 2023            | Universitario Vinto | PD              | 15         | 1          | CdL             | 2               | 0               |                    | -                  | -                  |             | -           | -           | 17     | 1      |        |
| 2023            | Always Ready        | PD              | 16         | 3          | CdL             | 10              | 2               |                    | -                  | -                  |             | -           | -           | 26     | 5      |        |
| 2024            | Always Ready        | PD              | 10         | 0          | CdL             | 0               | 0               | CL+CS              | 4+6                | 1+2                |             | -           | -           | 20     | 2      |        |
| Totale carriera | Totale carriera     | Totale carriera | 87         | 4          |                 | 12              | 2               |                    | 10                 | 3                  |             | -           | -           | 109    | 9      |        |

### Cronologia presenze e reti in nazionale
| Cronologia completa delle presenze e delle reti in nazionale ― Bolivia | Cronologia completa delle presenze e delle reti in nazionale ― Bolivia | Cronologia completa delle presenze e delle reti in nazionale ― Bolivia | Cronologia completa delle presenze e delle reti in nazionale ― Bolivia | Cronologia completa delle presenze e delle reti in nazionale ― Bolivia | Cronologia completa delle presenze e delle reti in nazionale ― Bolivia | Cronologia completa delle presenze e delle reti in nazionale ― Bolivia | Cronologia completa delle presenze e delle reti in nazionale ― Bolivia |
| Data                                                                   | Città                                                                  | In casa                                                                | Risultato                                                              | Ospiti                                                                 | Competizione                                                           | Reti                                                                   | Note                                                                   |
| ---------------------------------------------------------------------- | ---------------------------------------------------------------------- | ---------------------------------------------------------------------- | ---------------------------------------------------------------------- | ---------------------------------------------------------------------- | ---------------------------------------------------------------------- | ---------------------------------------------------------------------- | ---------------------------------------------------------------------- |
| 27-8-2023                                                              | Cochabamba                                                             | Bolivia                                                                | 1 – 2                                                                  | Panama                                                                 | Amichevole                                                             | -                                                                      | 63’                                                                    |
| 8-9-2023                                                               | Belém                                                                  | Brasile                                                                | 5 – 1                                                                  | Bolivia                                                                | Qual. Mondiali 2026                                                    | -                                                                      | 58’                                                                    |
| 12-9-2023                                                              | La Paz                                                                 | Bolivia                                                                | 0 – 3                                                                  | Argentina                                                              | Qual. Mondiali 2026                                                    | -                                                                      | 46’                                                                    |
| 12-10-2023                                                             | La Paz                                                                 | Bolivia                                                                | 1 – 2                                                                  | Ecuador                                                                | Qual. Mondiali 2026                                                    | -                                                                      | 90’                                                                    |
| 17-10-2023                                                             | Asunción                                                               | Paraguay                                                               | 1 – 0                                                                  | Bolivia                                                                | Qual. Mondiali 2026                                                    | -                                                                      | 46’                                                                    |
| 21-11-2023                                                             | Montevideo                                                             | Uruguay                                                                | 3 – 0                                                                  | Bolivia                                                                | Qual. Mondiali 2026                                                    | -                                                                      | 90+3’                                                                  |
| 15-6-2024                                                              | East Hartford                                                          | Colombia                                                               | 1 – 0                                                                  | Bolivia                                                                | Amichevole                                                             | -                                                                      | 70’                                                                    |
| 23-6-2024                                                              | Arlington                                                              | Stati Uniti                                                            | 2 – 0                                                                  | Bolivia                                                                | Coppa America 2024 - 1º turno                                          | -                                                                      | 46’                                                                    |
| 27-6-2024                                                              | East Rutherford                                                        | Uruguay                                                                | 5 – 0                                                                  | Bolivia                                                                | Coppa America 2024 - 1º turno                                          | -                                                                      |                                                                        |
| 1-7-2024                                                               | Orlando                                                                | Bolivia                                                                | 1 – 3                                                                  | Panama                                                                 | Coppa America 2024 - 1º turno                                          | -                                                                      |                                                                        |
| 5-9-2024                                                               | El Alto                                                                | Bolivia                                                                | 4 – 0                                                                  | Venezuela                                                              | Qual. Mondiali 2026                                                    | -                                                                      | 9’                                                                     |
| 10-10-2024                                                             | El Alto                                                                | Bolivia                                                                | 1 – 0                                                                  | Colombia                                                               | Qual. Mondiali 2026                                                    | -                                                                      | 20’                                                                    |
| 14-11-2024                                                             | Guayaquil                                                              | Ecuador                                                                | 4 – 0                                                                  | Bolivia                                                                | Qual. Mondiali 2026                                                    | -                                                                      |                                                                        |
| 19-11-2024                                                             | El Alto                                                                | Bolivia                                                                | 2 – 2                                                                  | Paraguay                                                               | Qual. Mondiali 2026                                                    | -                                                                      |                                                                        |
| 20-3-2025                                                              | Lima                                                                   | Perù                                                                   | 3 – 1                                                                  | Bolivia                                                                | Qual. Mondiali 2026                                                    | -                                                                      | 46’                                                                    |
| 25-3-2025                                                              | El Alto                                                                | Bolivia                                                                | 0 – 0                                                                  | Uruguay                                                                | Qual. Mondiali 2026                                                    | -                                                                      | 81’                                                                    |
| 6-6-2025                                                               | Maturín                                                                | Venezuela                                                              | 2 – 0                                                                  | Bolivia                                                                | Qual. Mondiali 2026                                                    | -                                                                      | 46’                                                                    |
| 10-6-2025                                                              | El Alto                                                                | Bolivia                                                                | 2 – 0                                                                  | Cile                                                                   | Qual. Mondiali 2026                                                    | -                                                                      | 78’                                                                    |
| Totale                                                                 |                                                                        | Presenze                                                               | 18                                                                     |                                                                        | Reti                                                                   | 0                                                                      |                                                                        |